# Fantaisie militaire
Albums de Alain Bashung
Confessions publiques
(1995) Mes petites entreprises
(1998)
Singles
1. La nuit je mens
Sortie : février 1998
2. Sommes-nous
Sortie : 1998
3. Aucun express
Sortie : 6 janvier 1998

Fantaisie militaire est le dixième album studio d'Alain Bashung. Il est paru le 6 janvier 1998 chez Barclay et a été produit par Ian Caple. Il s'agit de l'un des albums les plus importants du chanteur et l'un des plus récompensés.
Pour cet album, Alain Bashung s'est entouré de musiciens de renom, tels que Les Valentins, Rodolphe Burger, Joseph Racaille, Adrian Utley (guitariste de Portishead) et Ian Caple, un ingénieur du son et réalisateur anglais. La plupart des textes sont cosignés par Alain Bashung et Jean Fauque. Cet album a été l'un des plus grands succès critiques et commerciaux du chanteur, en partie grâce au titre La nuit je mens.
Le titre Samuel Hall, aux arrangements drum and bass, s'inspire librement de Sam Hall, une vieille chanson country interprétée par de nombreux chanteurs américains, dont la version de Johnny Cash reste la plus célèbre.

## Historique

### Contexte
En 1995, après la tournée de l'album Chatterton, Alain Bashung se sépare de sa femme Chantal et est admis en maison de repos à Meudon pour dépression. Il reçoit la visite de son ami le parolier Jean Fauque, avec qui il collabore depuis 1989. Cet épisode leur inspire la chanson Au pavillon des lauriers. Après son divorce, le chanteur achète un appartement dans le quartier de Belleville à Paris. Début 1996, le duo se remet au travail. Chaque nuit, le parolier écrit des paroles qu'il transmet à son ami chez lui le lendemain, où ils passent leurs journées à faire des échanges verbaux et littéraires, méthodes qu'ils utilisent depuis le début de leur collaboration en 1989.
Sur l'album précédent, les sessions se déroulaient dans un coûteux studio et dans lequel il n'avait pas toutes les solutions musicales en main ; il avait dû faire venir des musiciens en urgence pour achever ses morceaux. Cette fois-ci, Bashung décide de travailler sur plusieurs chansons à la fois, alors qu'il les faisait une par une sur Chatterton. Il enregistre ses voix de façon brute avec parfois un métronome ou une guitare acoustique pour les confier à des producteurs (ou les « bidouilleurs », comme il les appelle).

### Préproduction
Sa maison de disque Barclay décide d'envoyer une jeune directrice artistique, Anne Lamy, afin d'aider le chanteur dans son projet en lui proposant des influences ou lui présenter des producteurs et musiciens avec qui il va collaborer. Elle fera d'abord appel à Antonin Morel (qui ne sera finalement pas gardé, n'étant pas apprécié par le chanteur), puis Les Valentins (Jean-Louis Piérot et Edith Fambuena), qui se reforment après une courte séparation, tandis que Bashung reprend contact avec son ami le guitariste Richard Mortier pour réaliser les maquettes. Pour faire la synthèse entre le travail de Mortier et celui des Valentins, Anne engage l'ingénieur du son Jean Lamoot. D'une part, c'est un des rares, en France, à maîtriser le logiciel Pro Tools (logiciel appelé à révolutionner la musique assistée par ordinateur) et, d'autre part, c'est un gars avec qui Bashung peut travailler facilement.
Une fois l'équipe de travail constituée, Anne réserve le studio Antenna à Paris au printemps 1997 pour une durée de plus de trois mois consacrée à la préproduction de l'album, qui n'a pas encore de nom. Les Valentins occupent une pièce proche de la cuisine, Richard Mortier est à l’étage, tandis que Jean Lamoot est dans le studio principal. Pendant ce temps-là, Bashung est à la fois présent et absent, laissant les autres travailler dans leur coin et en écoutant attentivement ce qui sort de ces pièces, pendant qu'il bavarde souvent avec le cuisinier, qu'il surnomme le duc de Guise en raison de sa barbe.
La réédition de Fantaisie militaire en version augmentée contenant vingt-huit versions alternatives des titres de l'album montre l'étendue du travail, où les matières sonores et textuelles sont bien « malaxées » par l'artiste et son équipe. Le claviériste belge Jean-Marc Lederman rejoint l'équipe et compose principalement la maquette d'Ode à la vie. Après la sortie de l'album, cette dernière sera réenregistrée en duo avec le chanteur Rachid Taha et sort dans la compilation Climax en 2000.

### Enregistrement
En été, l'équipe se rend au studio Miraval, dans le Var. Cependant, Richard Mortier, fatigué par la préproduction, fait un infarctus du myocarde peu de temps avant le départ. Alors que l'équipe ignore la direction que l'album suit, le producteur anglais Ian Caple (qui a collaboré avec Tindersticks), qui ne connaît pas l'artiste, est engagé pour produire l'album. Le batteur Martyn Barker, Simon Edwards et le guitariste de Portishead Adrian Utley sont également engagés pour l'enregistrement.
Un film amateur des Valentins témoigne de l'ambiance qui règne dans le Var, entre sessions et parties de baby-foot. Durant ces session, Bashung va collaborer avec le dramaturge Olivier Cadiot et le guitariste de Kat Onoma, Rodolphe Burger, pour la chanson Samuel Hall, écrite par le second et composée par ce dernier, qui s'occupe de la maquette.
Une fois les enregistrements terminés en Provence, une section de cordes composée uniquement de femmes et dirigée par Joseph Racaille se tient au studio Davout, à Paris. Puis Bashung se rend à Londres pour les chants définitifs et le mixage au studio Pierce Entertainment.

## Caractéristiques artistiques

### Analyse du contenu
Malaxe ouvre l’album dans une atmosphère trip hop dense et inquiétante. Le texte, mêlant images sensorielles et langage technique, évoque le façonnement de l'homme par la femme durant la relation amoureuse qui conduit à la séparation.
Morceau emblématique de Bashung, La nuit je mens allie sensualité et gravité. Les paroles évoquent la résistance, la collaboration et plus généralement le mensonge,. Le texte, né d’une ébauche commune avec Angora, a été affiné à la serpe, selon la méthode du duo Bashung/Fauque.
Chanson-titre de l’album, Fantaisie militaire évoque la séparation amoureuse à travers la métaphore de la mort du devoir militaire, avec le refrain "J'sais plus qui tu es / Qui a commencé / Quelle est la mission / Soldat sans joie va déguerpis / L'amour t'a faussé compagnie". Le climat sonore noisy et claustrophobe accompagne ces visions mentales de guerre.
2043 projette l’auditeur dans un futur imaginaire et énigmatique. Fauque et Bashung revisitent la Belle au bois dormant en s'inspirant de la mort de Diana Spencer durant la réalisation de l'album. Le morceau mêle guitares électriques et percussions orientales ou africaines (jouées par Martyn Barker).
Ode à la vie est construite sur une orchestration électronique rude, signée Jean-Marc Lederman, évoquant davantage Novice que le reste de Fantaisie Militaire, par sa froideur et sa frontalité sonore.
Les paroles des chansons Dehors et Sommes-nous se répondent, comme explique Bashung dans une interview. Sommes-nous évoque la recherche de la solitude après une rupture sentimentale douloureuse, se cherchant à s'isoler des autres, tandis que Dehors raconte la fin de la solitude, prêt à revenir vers les autres (et retrouver l'amour).
Titre profondément autobiographique, Au Pavillon des Lauriers fait référence à l'épisode d’internement vécu par Bashung. Musicalement, il emprunte à l’univers mystique de Dead Can Dance dont l’instrumentation lente et liturgique accentue ce climat de recueillement.
Dernier titre de l’album, Angora est écrite en pensant au fils d’Alain Bashung, atteint d’asthme. Le morceau dérive d’une ébauche appelée Cirque dont une version de travail intitulée Angora irréel figure dans la réédition. Le texte de l'ébauche a été réduite considérablement, dont une partie donne naissance à La nuit je mens.

### Pochette et disque
La pochette représente Alain Bashung dans un bain de lentilles d'eau, ainsi que quelques feuilles et fruits rouges. Elle a été réalisée par le photographe Laurent Seroussi. Le chanteur est allongé dans un cadre rempli d'eau. La photo a été prise depuis une échelle. Le nom de l'artiste et le titre n'apparaissaient pas au recto, seul le titre apparaît au verso. Un autocollant apposé sur la cellophane qui entourait la pochette donnait le nom de l'artiste et le titre. Sur la pochette intérieure, on retrouve un bébé couché dans les lentilles d'eau.

20 ans plus tard, Stephan Eicher rendra hommage à cette pochette avec une photo identique, également due à Laurent Seroussi, mais où les lentilles d'eau sont remplacées par des confettis.

## Liste des chansons
| No  | Titre                    | Auteur                                             | Durée |
| --- | ------------------------ | -------------------------------------------------- | ----- |
| 1.  | Malaxe                   | Alain Bashung, Jean Fauque /Bashung, Les Valentins | 4:33  |
| 2.  | La nuit je mens          | Bashung, Fauque / Bashung, Les Valentins           | 4:25  |
| 3.  | Fantaisie militaire      | Bashung, Fauque / Bashung                          | 4:48  |
| 4.  | 2043                     | Alain Bashung, Jean Fauque / Bashung               | 3:45  |
| 5.  | Mes prisons              | Bashung, Fauque / Bashung                          | 4:07  |
| 6.  | Ode à la vie             | Bashung, Fauque / Bashung, Jean-Marc Lederman (en) | 4:16  |
| 7.  | Dehors                   | Bashung, Fauque / Bashung, Les Valentins           | 3:29  |
| 8.  | Samuel Hall              | Olivier Cadiot, Rodolphe Burger                    | 5:05  |
| 9.  | Aucun express            | Bashung, Fauque / Bashung                          | 4:05  |
| 10. | Au pavillon des lauriers | Bashung, Fauque / Bashung                          | 4:43  |
| 11. | Sommes-nous              | Bashung, Fauque / Bashung                          | 3:56  |
| 12. | Angora                   | Bashung, Fauque / Bashung                          | 2:07  |

## Parution et réception
Cet album marque un tournant dans la carrière d'Alain Bashung. Il sera récompensé en 1999 par trois Victoires de la musique : artiste interprète de l'année pour Bashung ; album de l'année ; vidéoclip pour La nuit je mens, et surtout par une Victoire des victoires du meilleur album de ces vingt dernières années, décernée en 2005.
Selon le magazine Rolling Stone en 2010, cet album est classé 9e dans le classement des 100 meilleurs albums de rock français. L'album est inclus dans l'ouvrage La Discothèque parfaite de l'odyssée du rock de Gilles Verlant, qui qualifie l'album de « chef-d'œuvre » ou encore de « diamant scintillant de l'hiver 1998 ». Il ajoute que l'album vit « Bashung malaxer les sons et son inspiration avec une maîtrise parfaite des accidents de studio » et que « sa précision était celle d'un orfèvre, d'un joaillier, d'un horloger maniaque ».

## Musiciens et production

### Musiciens
- Alain Bashung : chant
- Édith Fambuena : guitare électrique, guitare acoustique, guitare basse (8), programmations
- Jean-Louis Piérot : synthétiseurs, orgue Hammond, clavecin, piano Leslie, vibraphone, piano, programmations
- Martyn Barker : batteries, percussions turques et africaines
- Simon Edwards : basses électriques, sentir, percussions, clavecin
- Adrian Utley : guitares électriques
- Rodolphe Burger : guitares et programmations sur Samuel Hall
- Joseph Racaille : arrangements cordes
- Ensemble de cordes « Alhambra »
- Virginie Michaud : direction musicale

### Production
- Anne Lamy : production exécutive
- Richard Mortier et Les Valentins : réalisation pré-production
- Pascale Jaupard : régie
- Jean-Marc Ledermann : réalisation pré-production sur Ode à la vie
- Ian Caple : ingénieur du son, réalisation et mixage
- Jean Lamoot : assistant ingénieur du son, assistant Pro Tools, réalisation pré-production, programmation, enregistrement

## Classements et certifications

### Album
| Chart    | Meilleur classement | Durée du classement |
| -------- | ------------------- | ------------------- |
| France   | 1er                 | 60 semaines         |
| Belgique | 15e                 | 15 semaines         |

| Pays   | Certification | Ventes    | Date |
| ------ | ------------- | --------- | ---- |
| France | Platine       | 300 000 + | 2004 |

### Single
| Date | Single          | Chart   | Meilleur classement | Durée du classement |
| ---- | --------------- | ------- | ------------------- | ------------------- |
| 1997 | La nuit je mens | Top 100 | 41e                 | 16 semaines         |